# Vinylazid
Vinylazid (auch: Azidoethen) ist eine chemische Verbindung, die isomer zu 1,2,3-1H-Triazol ist. Es hat einen Geruch der dem von Ethen ähnelt.

## Gewinnung und Darstellung
Vinylazid wurde erstmals durch Eliminierung von Iodwasserstoff aus 1-Iodethyl-2-azid mit alkoholischem Kaliumhydroxid hergestellt.

## Eigenschaften
Vinylazid reagiert mit Brom unter Addition. Da in dieser Additionsverbindung an das eine Kohlenstoffatom sowohl die Azidgruppe als auch das Bromatom gebunden ist handelt es sich dabei um ein Derivat von Acetaldehyd. Mit Wasser setzt die Additionsverbindung Bromacetaldehyd frei. Anders als erwartet lagert Vinylazid nicht zum Triazol um.